# 伝書鳩 (お笑いトリオ)
伝書鳩（でんしょばと）は、吉本興業東京本社（東京吉本）所属のお笑いトリオ。

## メンバー
山田 陸斗（やまだ りくと、2001年12月8日（23歳） - ）
東京都出身。身長169 cm、体重70 kg。血液型はAB型。駒澤大学出身。趣味は城廻り、アイドル応援、野球観戦。特技は城の解説、一塁への送球。憧れの芸人は内村光良（ウッチャンナンチャン）。

ダダこだま（本名：笹崎 尚紀〈ささざき なおき〉2001年9月27日（23歳） - ）
東京都世田谷区出身。身長170 cm、体重70 kg。血液型はA型。趣味ラップ、ポケモン、野球、ピアノ、モルック。特技はモルック。駒澤大学在学中。憧れの芸人はかもめんたる。

がくと（本名：原薗 岳斗〈はらぞの がくと〉、2002年1月5日（23歳） - ）
神奈川県横浜市出身。身長165 cm、体重57 kg。血液型はO型。駒澤大学出身。趣味はバイク、キャンプ、酒、友達。特技はどのスポーツも85点以上叩き出せる、口モノマネ。憧れの芸人はとんねるず。

## 略歴
3人とも駒澤大学高校からの同級生。
駒澤大学お笑い集団ナイフとフォーク出身。ダダこだまは、同サークルにて会長を務めていた。
山田とダダこだまは、高校時代にコンビ「豆ヨーグルト」としてM-1グランプリに出場したことがある。山田とがくとは、「イチハチ」というコンビでM-1や大学お笑いの大会に出場していた。
友田オレとは大学お笑いの同期であり、お笑いナタリーのインタビューにて面白いと思う同期に伝書鳩の名を挙げている。
文化活動の実績が評価され、令和6年度卒業式にて連名で駒澤大学学長賞を受賞した。
2024年4月1日付で吉本興業に所属。2024年5月31日放送のネタパレにて、大学4年生の夏頃に吉本の社員からカフェに呼び出されスカウトを受けたことを明かした。そのためNSCを経ておらず、大学お笑いの同期より1つ上の東京校29期及び大阪校46期扱いとなる。
2024年8月3日開催のJimbochoサバイバルバトルを勝ち抜き、神保町よしもと漫才劇場への所属が決定した。

## 出囃子
奥田民生『イージ㋴ー★ライダー』

## 単独ライブ
| 日程          | タイトル                                | 会場                     | 備考                                                      |
| ------------- | --------------------------------------- | ------------------------ | --------------------------------------------------------- |
| 2024年3月29日 | 伝書鳩第1回単独ライブ『結局世話になる』 | シアターマーキュリー新宿 | 昼夜2公演完売。アマチュア活動ラストにして初の単独ライブ。 |

## 主催ライブ
伝書鳩のサシサシ!!!!
伝書鳩がゲストを招いて、サシでのトークやコーナーで仲を深めていくライブ
【第１回】2024年11月16日／ヨシモト∞ドーム　ステージⅡ／ゲスト：家族チャーハン
【第２回】2024年12月21日／ヨシモト∞ドーム　ステージⅡ／ゲスト：兄弟
【第３回】2025年1月12日／ヨシモト∞ドーム　ステージⅡ／ゲスト：太鵬
【第４回】2025年2月13日／ヨシモト∞ドーム　ステージⅡ／ゲスト：プール
【第５回】2025年3月1日／ヨシモト∞ドーム　ステージⅡ／ゲスト：生ファラオ
【第６回】2025年4月6日／ヨシモト∞ドーム　ステージⅡ／ゲスト：ド桜
【第７回】2025年5月3日／ヨシモト∞ドーム　ステージⅡ／ゲスト：オフローズ
【第８回】2025年7月24日／BLUE SQUARE YOTSUYA／ゲスト：イワサキ
【第９回】2025年8月11日／高円寺ジュンジョー／ゲスト：世界クジラ
伝書鳩ネタとか企画とかライブ「デリバリースター」
伝書鳩がゲストをお呼びして、タイトルの通りネタとか企画とかを行う60分のライブ
【第１回】2024年12月3日／神保町よしもと漫才劇場／ゲスト：ヨネダ2000，金魚番長
【第２回】2025年1月2日／神保町よしもと漫才劇場／ゲスト：狛犬，軟水
【第３回】2025年2月11日／神保町よしもと漫才劇場／ゲスト：オフローズ，ソマオ・ミートボール
【第４回】2025年3月9日／神保町よしもと漫才劇場／ゲスト：めぞん，イチゴ
【第５回】2025年4月3日／神保町よしもと漫才劇場／ゲスト：素敵じゃないか，世界クジラ
【第６回】2025年5月1日／神保町よしもと漫才劇場／ゲスト：ピュート，家族チャーハン
【第７回】2025年6月5日／神保町よしもと漫才劇場／ゲスト：オダウエダ，大王
【第８回】2025年7月7日／神保町よしもと漫才劇場／ゲスト：蛙亭，マリーマリー
【第９回】2025年8月1日／神保町よしもと漫才劇場／ゲスト：ミカボ，ブラゴーリ

## 出演

### ラジオ
- さらば青春の光 東ブクロの学生芸人YOAKEMAE（ラジオ関西、第39回 2021年12月26日）[4]
- HIKIGANEラジオ[11]（ポッドキャスト、2021年11月22日-2021年11月25日・2021年12月17日・2023年2月6日-2023年2月10日）
- 大学お笑いラジオ部 #2『キングオブコント準決勝進出！大学芸会優勝！伝書鳩！』（GERA、2024年1月27日）[12]
- 大集合（stand.fm、2025年3月22日より不定期配信）※ダダこだま，惹女香花による自主ラジオ[13]
- 伝書鳩のラジオ（stand.fm、2025年4月1日より毎週火曜日配信）※本人たちによる自主ラジオ、タイトルは仮称[14]

### 舞台
- 混頓vol.1（オープニングアクト）[15]（AOI Pro.、2023年10月27日-2023年10月29日、シアターマーキュリー新宿）
- 劇団星乃企画フェスティバル5th『夜が聞こえる東京』 Bグループ『レジ打ちのひとりごと』（山田のみ、2025年5月4,6日、中野スタジオあくとれ）[16]

### テレビ番組
- ネタパレ ニュースターパレード（2024年5月31日放送）[17]
- キクテレミルラジ265　（2024年6月18日放送）[18]
- 海賊王におれはなるTV ワンピネタ1グランプリ（2024年7月2日放送）[19]
- ぴったりにちようチャップリン トリオコント師大集合！爆笑＆センスネタ８連発（2024年6月30日、2024年7月7日放送）[20][21]
- 証言者バラエティ アンタウォッチマン！今賞レースで結果を出し始めている芸歴1～2年目！超若手芸人SP（2024年9月17日放送）[22]
- 冗談来人プレゼンツ　アオタガイグランプリ2024（2024年12月30日放送）[23]
- ぴったりにちようチャップリン チャップリン子2025 前編（2025年1月25日放送）[24]
- 千鳥のクセスゴ！（2025年2月2日放送、2025年2月16日放送）[25]

## 主な戦績

### 大学お笑いの大会における戦績
- ガチプロ2021 準優勝[26]
- ガチプロ2022 優勝[27]
- 大学芸会 個人戦2022 敗者復活戦進出[28]
- 大学芸会 個人戦2023 優勝[29]
- NOROSHI2022 (敗者復活戦[30]→) 準決勝進出[31]　※伝書鳩(漫才：イチハチ/コント：伝書鳩/ピン：ダダこだま)として出場
- NOROSHI 2024 敗者復活戦進出[32] ※冷たいおでん(漫才：デカ盛り薬膳/コント：伝書鳩/ピン：フォクシー加藤)として出場

### 大学お笑い以外の大会における戦績（アマチュア時代）
- レジスタリーグ！第68回[33]・第70回[34]・第71回[35]・第73回[36]・第75回[37]・第78回[38] Aリーグ優勝
- 若武者 第百三十七陣 優勝[39] [40]
- UNDER5 AWARD2023 準決勝進出[41]
- UNDER 25 OWARAI CHAMPIONSHIP 2023 第3位[42][43]
- キングオブコント2023 準決勝進出[44]
- M-1グランプリ2023 2回戦進出[1]

### プロとしての戦績
- UNDER5 AWARD2024 決勝進出[45]
- 第45回ABCお笑いグランプリ準決勝進出[46]
- UNDER 25 OWARAI CHAMPIONSHIP 2024 決勝進出[47]
- キングオブコント2024 準々決勝進出[48]
- M-1グランプリ2024 2回戦進出[49]
- Jimbochoグランプリ 2025年1月 第一部  第２位・総合 第７位[50]
- Kakeru翔グランプリEAST 2025年4月 第一部 １位・総合 第２位[51]
- Kakeru翔グランプリEAST 2025年6月 第一部 ４位・総合第８位[52]
- UNDER5 AWARD2025 決勝進出[53]
- Kakeru翔グランプリEAST 2025年8月 第一部 ２位・総合第４位[54]
- キングオブコント2025 準々決勝進出[55]